# Промінь (геометрія)

Промінь

Про́мінь (в геометрії), або півпряма́ — частина прямої, обмежена лише з однієї сторони, тобто промінь є частиною прямої, яка виходить із заданої точки й прямує до нескінченності в даному напрямку.
Проведемо якусь лінію та позначимо на ній точку {\textstyle A}. Точка {\textstyle A} поділяє цю лінію на дві частини. Кожна з частин називається променем (або півпрямою), а точка {\textstyle A} називається початковою точкою. Вважається, що точка {\textstyle A} є частиною променя. Промінь складається з точки {\textstyle A} й усіх точок, що знаходяться на цій прямій в одному напрямі до нескінченності. Але щоб використовувати це поняття в доказах, потрібне точніше означення.
Візьмемо відмінні точки {\textstyle A} та {\textstyle B}, що визначають певний промінь із початковою точкою {\textstyle A}. Цей промінь складається зі всіх точок між {\textstyle A} і {\textstyle B} (включно з {\textstyle A} та {\textstyle B}) й усіх точок {\textstyle C} на цій самій лінії таким чином, що {\textstyle B} знаходиться між {\textstyle A} і {\textstyle C}. Часом це також виражається як набір всіх точок {\textstyle C} таким чином, що {\textstyle A} не знаходиться між {\textstyle B} і {\textstyle C}. Точка {\textstyle D} знаходиться на тій самій лінії, що й {\textstyle A} та {\textstyle B}, але не на промені від {\textstyle A} в напрямку {\textstyle B}. Таким чином утворюється промінь {\textstyle AD}, який називається протилежним до {\textstyle AB}.
Отже, можна сказати, що {\textstyle A} та {\textstyle B} визначають лінію і її поділ на два диз'юнктні об'єднання відкритого сегменту {\textstyle A}, {\textstyle B}, на два промені {\textstyle BC} і {\textstyle AD} (точка {\textstyle D} не зображена на діаграмі, але знаходиться зліва від {\textstyle A}). Ці два промені вже не є протилежними, оскільки вони мають різні початкові точки.
Визначення променя ґрунтується на понятті проміжності для точок на лінії, а, отже, промені можуть існувати тільки в тих геометріях, де це поняття існує. Вони існують в евклідовій геометрії і афінній геометрії через впорядковане поле. Промені не існують в проєктивній геометрії та геометріях з невпорядкованими полями типу комплексних чисел або поля Галуа.
У топології промінь в просторі {\displaystyle X} є образом відображення {\displaystyle R}+{\textstyle \longrightarrow X}. Він використовується для того, щоб визначити важливе поняття кінця простору.